# Articulation costo-vertébrale
Les articulations costo-vertébrales sont l'ensemble des deux articulations qui relient les côtes aux vertèbres thoraciques :
- l'articulation de la tête costale,
- l'articulation costotransversaire.

## Rôle
La disposition de ces deux articulations restreint le mouvement des côtes en permettant de maintenir le parallélisme des côtes pendant la respiration. Si une côte n'avait que l'articulation de la tête costale, l'action de rotation l'autoriserait à être non parallèle par rapport aux côtes voisines, ce qui rendrait le mouvement respiratoire inefficace.